# Rzgów (gromada w powiecie konińskim)
Rzgów – dawna gromada, czyli najmniejsza jednostka podziału terytorialnego Polskiej Rzeczypospolitej Ludowej w latach 1954–1972.
Gromady, z gromadzkimi radami narodowymi (GRN) jako organami władzy najniższego stopnia na wsi, funkcjonowały od reformy reorganizującej administrację wiejską przeprowadzonej jesienią 1954 do momentu ich zniesienia z dniem 1 stycznia 1973, tym samym wypierając organizację gminną w latach 1954–1972.
Gromadę Rzgów z siedzibą GRN w Rzgowie utworzono – jako jedną z 8759 gromad na obszarze Polski – w powiecie konińskim w woj. poznańskim, na mocy uchwały nr 25/54 WRN w Poznaniu z dnia 5 października 1954. W skład jednostki weszły obszary dotychczasowych gromad Barłogi, Dąbrowica, Modła, Rzgów I, Rzgów II i Zastruże oraz miejscowość Józefowo z dotychczasowej gromady Zarzew ze zniesionej gminy Rzgów, a także obszar dotychczasowej gromady Świątniki ze zniesionej gminy Oleśnica – w tymże powiecie. Dla gromady ustalono 20 członków gromadzkiej rady narodowej.
1 stycznia 1958  do gromady Rzgów włączono obszar zniesionej gromady Grabienice w tymże powiecie.
1 stycznia 1962 do gromady Rzgów włączono miejscowości Kurów, Kurów II, Kurów-Kolonia, Maradz, Wojciechowo i Zabiel ze znoszonej gromady Biskupice oraz miejscowości Zakrzew i Zakrzewek ze znoszonej gromady Kuchary Kościelne w tymże powiecie.
Gromada przetrwała do końca 1972 roku, czyli do kolejnej reformy gminnej. 1 stycznia 1973 w powiecie konińskim reaktywowano gminę Rzgów.